# 1930

## Събития
- 17 април – Американската компания Дюпон създава неопрена.
- 15 май – Съставено е четиридесет и петото правителство на България, начело с Андрей Ляпчев.
- 13 – 30 юли – Проведено е първото Световно първенство по футбол в Уругвай, като победител става страната домакин.
- 27 май - Открит е небостъргачът Крайслер Билдинг в Ню Йорк, който до откриването на Емпайър Стейт Билдинг е най-високата сграда в света- само за една година

## Родени
- 23 януари – Дерек Уолкът, поет от Сейнт Лусия, лауреат на Нобелова награда за литература през 1992 г. († 2017 г.)
- 24 януари – Махмуд Фаршчиян, ирански художник
- 25 януари – Таня Савичева, руска ученичка († 1944 г.)
- 28 януари – Цветан Стоянов, български преводач и писател († 1971 г.)
- 30 януари – Джийн Хекман, американски актьор
- 3 февруари – Петко Иванов, български аграрен учен († 2019 г.)
- 4 февруари – Борислав Пекич, сръбски писател († 1992 г.)
- 5 февруари
  - Александър Герчев, български лекар († 1997 г.)
  - Веселин Калчев, български музикант († 1999 г.)
- 8 февруари – Ева Щритматер, германска поетеса и белетристка († 2011 г.)
- 10 февруари – Владимир Шкодров, български астроном († 2010 г.)
- 12 февруари – Герхард Рюм, австрийски писател, композитор и художник
- 13 февруари – Ернст Фукс, австрийски художник († 2015 г.)
- 3 март – Любен Гоцев, български политик († 2020 г.)
- 7 март – Стенли Милър, американски химик († 2007 г.)
- 14 март – Стефан Попов, български плувец († 2004 г.)
- 15 март
  - Жорес Алфьоров, руски физик, лауреат на Нобелова награда за физика – 2000 г. († 2019 г.)
  - Елена Георгиева, българска езиковедка († 2007 г.)
  - Андреас Окопенко, австрийски писател († 2010 г.)
- 17 март
  - Черемухин, български хуморист († 2003 г.)
  - Васил Радис, македоно-австралийски общественик
- 24 март – Стив Маккуин, американски актьор († 1980 г.)
- 2 април – Стефка Съботинова, българска народна певица († 2010 г.)
- 3 април – Хелмут Кол, немски политик († 2017 г.)
- 5 април – Ирина Чмихова, българска поп певица и музикален педагог († 2020 г.)
- 9 април – Михаил Букурещлиев, български фолклорист, музикант и композитор († 2018 г.)
- 11 април
  - Антон Шандор Ла Вей, американски жрец († 1997 г.)
  - Никълъс Брейди, американски финансист и политик
- 27 април
  - Пиер Рей, френски писател и журналист († 2006 г.)
  - Юлий Стоянов, български кинорежисьор († 2011 г.)
- 29 април – Жан Рошфор, френски актьор († 2017 г.)
- 1 май – Литъл Уолтър, американски музикант († 1968 г.)
- 2 май – Стойчо Мазгалов, български актьор († 2006 г.)
- 3 май
  - Люс Иригаре, френски психоаналитик
  - Хуан Хелман, аржентински поет († 2014 г.)
- 7 май
  - Пеньо Пенев, български поет († 1959 г.)
  - Хорст Бинек, немски писател († 1990 г.)
- 11 май – Едсхер Дейкстра, холандски информатик († 2002 г.)
- 13 май – Саад I ал-Абдула ал-Салем ал-Сабах, емир на Кувейт († 2008 г.)
- 16 май – Бети Картър, американска певица († 1998 г.)
- 20 май – Милена Цанева, български литературен критик († 2025 г.)
- 28 май
  - Франк Дрейк, американски астроном и астрофизик († 2022 г.)
  - Димитър Точев, български поет и писател, журналист († 2006 г.)
- 31 май – Клинт Истууд, американски актьор и режисьор
- 3 юни – Марион Брадли, американска писателка († 1999 г.)
- 4 юни – Георги Георгиев, български ветроходец († 1980 г.)
- 9 юни – Евгения Шуплинова, писателка от Република Македония († 2008 г.)
- 11 юни – Христо Топузанов, български аниматор, режисьор и сценарист († 2006 г.)
- 12 юни – Стоян Величков, български кавалджия († 2008 г.)
- 19 юни
  - Жул Леви, български композитор и диригент († 2006 г.)
  - Никола Пърчанов, български футболист († 2014 г.)
- 22 юни – Юрий Артюхин, съветски космонавт († 1998 г.)
- 24 юни – Клод Шаброл, френски режисьор, сценарист и актьор († 2010 г.)
- 25 юни – Георги Черкелов, български актьор († 2012 г.)
- 28 юни – Итамар Франку, бразилски политик, 33-ти президент на Бразилия († 2011 г.)
- 2 юли – Ахмад Джамал, американски джазпианист и композитор († 2023 г.)
- 10 юли
  - Серафим Северняк, български писател († 1988 г.)
  - Цане Андреевски, писател от Република Македония
- 12 юли – Ги Лижие, френски автомобилен състезател († 2015 г.)
- 15 юли
  - Александър Пиндиков, български културен деятел († 2017 г.)
  - Жак Дерида, френски философ († 2004 г.)
- 20 юли – Стефан Кънев, български композитор и педагог († 1991 г.)
- 27 юли – Наум Шопов, български актьор († 2012 г.)
- 29 юли – Васил Попов, български писател († 1980 г.)
- 5 август – Нийл Армстронг, американски космонавт († 2012 г.)
- 7 август – Вельо Тормис, естонски композитор († 2017 г.)
- 12 август – Джордж Сорос, американски милиардер от унгарски произход
- 23 август – Петър Корнажев, български политик и юрист († 2002 г.)
- 28 август – Николай Шиваров, български теолог († 2022 г.)

– Георги Старделов, македонски философ († 2021 г.)
- 29 август – Иван Татарчев, български юрист, главен прокурор (1992 – 1999) († 2008 г.)
- 30 август
  - Стоян Цветков, български аграрен учен († 2007 г.)
  - Уорън Бъфет, американски инвеститор и бизнесмен
- 31 август – Петър Панагонов, български футболист († 2005 г.)
- 7 септември – Стайка Гьокова, българска народна певица († 2021 г.)
- 14 септември – Антон Дончев, български писател († 2022 г.)
- 15 септември – Мераб Мамардашвили, грузински философ († 1990 г.)
- 20 септември – Адолф Ендлер, немски поет († 2009 г.)
- 23 септември – Рей Чарлс, пианист и соул-музикант († 2004 г.)
- 24 септември – Симон Дракул, писател от Република Македония († 1999 г.)
- 1 октомври – Ричард Харис, ирландски актьор († 2002 г.)
- 5 октомври
  - Райнхард Зелтен, германски икономист, лауреат на Нобелова награда за икономика през 1994 г. († 2016 г.)
  - Павел Попович, съветски космонавт († 2009 г.)
- 6 октомври – Стоян Михайлов, български социолог и политик († 2020 г.)
- 10 октомври – Харолд Пинтър, британски драматург, Нобелов лауреат през 2005 г. († 2008 г.)
- 17 октомври – Венка Асенова, българска шахматистка († 1986 г.)
- 24 октомври – Джак Ейнджъл, американски актьор
- 26 октомври – Йорг Щайнер, швейцарски писател († 2013 г.)
- 28 октомври – Сватоплук Плускал, чехословашки футболист († 2005 г.)
- 29 октомври – Бърни Екълстоун, президент на „Формула 1 Мениджмънт“
- 31 октомври – Сотир Майноловски, български актьор († 2007 г.)
- 1 ноември – Иван Колев, български футболист и треньор († 2005 г.)
- 8 ноември
  - Митко Палаузов, дете-партизанин († 1944 г.)
  - Едмънд Хаполд, британски инженер († 1996 г.)
- 11 ноември – Никола Станчев, български борец и пръв български олимпийски шампион († 2009 г.)
- 16 ноември – Чинуа Ачебе, нигерийски писател († 2013 г.)
- 18 ноември – Венцел Райчев, български социолог († 2009 г.)
- 22 ноември – Константин Колев, български писател († 1982 г.)
- 2 декември – Гери Бекър, американски икономист, лауреат на Нобелова награда за икономика през 1992 г. († 2014 г.)
- 3 декември – Жан-Люк Годар, френски режисьор († 2022 г.)
- 8 декември – Максимилиан Шел, австрийски актьор († 2014 г.)
- 11 декември – Жан-Луи Трентинян, френски актьор и режисьор († 2022 г.)
- 12 декември – Андре Лоуне, френски писател и сценарист
- 17 декември – Армин Мюлер-Щал, германски актьор
- 30 декември – Панайот Панайотов, български футболист († 1996 г.)
- Никола Богданов, български футболист и съдия
- Петър Михайлов, български футболист

## Починали
- Никола Текелиев, български революционер (р. 1876 г.)
- 19 януари – Франк Рамзи, английски математик (р. 1903 г.)
- 27 януари – Жан Нику, шведски индустриалец (р. 1876 г.)
- 23 февруари – Хорст Весел, немски поет, политически активист (р. 1907 г.)
- 2 март – Дейвид Хърбърт Лорънс, английски писател (р. 1885 г.)
- 19 март – Уилфрид Войнич, американски антиквар (р. 1865 г.)
- 25 март – Георги Марчин, български военен деец (р. 1859 г.)
- 4 април – Петър Абрашев, български политик (р. 1866 г.)
- 14 април – Владимир Маяковски, руски поет (р. 1893 г.)
- 19 април – Стоян Загорски, български военен деец (р. 1864 г.)
- 2 май – Исидор Гунсберг, британски шахматист от унгарски произход (р. 1854 г.)
- 13 май – Фритьоф Нансен, норвежки изследовател, дипломат и общественик, лауреат на Нобелова награда за мир през 1922 г. (р. 1861 г.)
- 2 юни – Жул Паскин, художник (р. 1885 г.)
- 28 юни – Борис Илиев, български революционер (р. 1882 г.)
- 7 юли – Артър Конан Дойл, британски писател (р. 1859 г.)
- 8 юли – Густав Вайганд, немски езиковед (р. 1860 г.)
- 20 август – Антон Митов, български художник (р. 1862 г.)
- 29 август – Стою Брадистилов, български военен деец (р. 1863 г.)
- 29 септември – Иля Репин, руски художник (р. 1844 г.)
- 10 октомври – Адолф Енглер, германски ботаник (р. 1844 г.)
- ноември – Алфред Вегенер, немски учен (р. 1880 г.)
- 2 декември – Наум Томалевски, български революционер (р. 1882 г.)
- 13 декември – Фриц Прегъл, австрийски химик, лауреат на Нобелова награда за химия през 1923 г. (р. 1869 г.)
- 25 декември – Ойген Голдщайн, германски физик (р. 1850 г.)

## Нобелови награди
- Физика – Чандрасекара Венката Раман
- Химия – Ханс Фишер
- Физиология или медицина – Карл Ландщайнер
- Литература – Синклер Луис
- Мир – Натан Сьодерблум

Вижте също:
- календара за тази година